# Dave Mastiff
David Minton (nacido el 21 de julio de 1984) es un luchador profesional inglés. Es conocido por su trabajo para la empresa WWE, donde se presentaba en la marca NXT UK, bajo el nombre de Dave Mastiff. 

## Carrera

### Total Nonstop Action Wrestling (2014-2015)
Mastiff apareció para Total Nonstop Action Wrestling (TNA) en 2014 en la segunda temporada del TNA British Boot Camp. El primer combate de Mastiff en el programa se emitió el 9 de noviembre, cuando derrotó a Rampage Brown. En su segundo combate del programa, que se emitió el 30 de noviembre, Mastiff volvió a salir victorioso en un combate por equipos de ocho personas junto a Brown, Angelina Love y Noam Dar, donde derrotaron a Al Snow, Grado, Kay Lee Ray y Mark Andrews. Mastiff avanzó a los últimos seis, pero la competencia finalmente fue ganada por Andrews.
Hasta enero de 2015, Mastiff trabajó en parejas en Xplosion, donde perdió ante Mandrews (antes conocido como Mark Andrews) y Samoa Joe.

### World of Sport Wrestling (2016)
El 11 de noviembre de 2016, Mastiff derrotó a Grado para ganar el Campeonato WOS inaugural, sin embargo, Mastiff perdió el campeonato ante Grado en el mismo episodio. 

### WWE (2018-2022)
Mastiff hizo su debut en la WWE el 9 de junio de 2018, cuando participó en el Torneo por el Campeonato del Reino Unido. Mastiff avanzó desde la primera ronda después de derrotar a Kenny Williams, sin embargo, fue eliminado en los cuartos de final por Joe Coffey. Mastiff hizo su debut en NXT UK en el primer episodio del programa que se emitió el 17 de octubre, cuando derrotó a Sid Scala. 
Mastiff, quien aún no había sido derrotado en NXT UK, luchó contra Eddie Dennis por una doble descalificación en el episodio del 2 de enero de 2019 del programa. Esto llevó a una lucha sin descalificación en NXT UK TakeOver: Blackpool, el 12 de enero, que ganó Mastiff.
En el episodio del 5 de junio de NXT UK, Mastiff compitió en un Fatal four-way match contra Joe Coffey, Jordan Devlin y Travis Banks para determinar el contendiente #1 al Campeonato de la WWE Reino Unido. Banks ganó el partido, ya que Mastiff sufrió su primera derrota en el programa. Después de que Coffey y Mastiff lucharan por una doble cuenta atrás en el episodio del 7 de agosto de NXT UK, ambos se enfrentaron en una lucha de Last Man Standing en NXT UK TakeOver: Cardiff, el 31 de agosto, cuando Mastiff fue derrotado.
En el episodio del 30 de enero de 2020 de NXT UK, Mastiff perdió una lucha por equipos de seis hombres con Mark Andrews y Flash Morgan Webster, contra Marcel Barthel, Fabian Aichner y Alexander Wolfe de Imperium. En el episodio del 13 de febrero de NXT UK, Mastiff derrotó a Saxon Huxley.
Comenzando el 2021, en el NXT UK emitido el 4 de febrero, se enfrentó al Campeón Peso Crucero de NXT Jordan Devlin quien estaba realizando su Reto Abierto por el título Crucero, sin embargo fue derrotado, en el NXT UK emitido el 11 de marzo, se enfrentó a Tyler Bate en un Heritage Cup Rules Match, 2-1.

## Vida personal
El 17 de octubre de 2020, Minton anunció su matrimonio.

## Campeonatos y logros
- Anti-Watershed Wrestling
  - AWW Heavyweight Championship (1 vez)

- Athletik Club Wrestling
  - ACW World Wrestling Championship (1 vez)<

- Attack! Pro Wrestling
  - Attack! 24:7 Championship (1 vez)

- Be. Catch Company
  - BCC Championship (1 vez)
  - BCC Championship Tournament (2010)

- Big League Wrestling
  - BLW Tag Team Championship (1 vez) – con Big Grizzly

- Fight Club: Pro
  - FCP Championship (1 vez)

- International Pro Wrestling: United Kingdom
  - IPW:UK World Championship (1 vez)

- Power of Wrestling
  - POW Tag Team Championship (1 vez) – con Douglas Williams

- Preston City Wrestling
  - PCW Heavyweight Championship (1 vez)

- Pro Wrestling Elite
  - PWE Heavyweight Championship (1 vez)

- Pro Wrestling Illustrated
  - Clasificado en el puesto 307 de los 500 mejores luchadores individuales en el PWI 500 en 2019[4]

- Real Quality Wrestling
  - RQW Tag Team Championship (1 vez) – with Jack Storm
  - RQW Tag Team Championship Tournament (2007) – con Jack Storm

- Vertigo Pro Wrestling
  - VPW Heavyweight Championship (1 vez)
  - VPW Heavyweight Championship Tournament (2015)<

- World of Sport Wrestling
  - WOS Championship (1 vez)